# Peter Uldall
Peter Uldall (29. juni 1743 – 11. november 1798) var en dansk advokat og generalfiskal.

## Uddannelse og tidlig karriere
Peter Uldall var født i Assens. Hans fader, Hans Pedersen Uldall fra Uldal (Skrydstrup Sogn, Gram Herred), havde fået embederne som borgmester og byfoged i Assens samt herredsfoged i Baag og Vends Herreder efter ansøgning af hans forlovede, senere hustru, Kirstine Hansdatter (Hougaard), der havde tjent ved hoffet som kokkepige og vaskepige i 11 år. Allerede som 12-årig dreng blev Uldall 1755 student og tog efter sin faders ønske, men meget mod sit eget, teologisk attestats 1759, hvorefter han tilbragte 2 i mange måder ubehagelige år i sit hjem, inden han 1761 tog tilbage til København for at læse til juridisk embedseksamen, som han absolverede 1763. Ved Balthasar Gebhard von Obelitz’ og Jens Schielderup Sneedorffs godhed fik han samme år plads på Elers Kollegium, hvor han lå i 3 år og forøvrigt havde det småt nok, i det han indtil 1765 kun tjente 20 rigsdaler som fuldmægtig ved en kommission og for resten levede af kollegiets stipendium.
I taknemmelig erindring af, hvad han skyldte kollegiet, stiftede han 1791 et legat for en af dets alumner. Imidlertid lysnede det for ham; Frederik Christian Sevel havde som notarius overværet Uldalls eksamen og anbefalede ham nu (1765) til sin ven, daværende højesteretsadvokat Johan Joachim Anchersen, som antog ham til fuldmægtig. Han havde nu fundet sin rette plads, og efter knap 4 års forløb blev han 1769 efter aflagt prøve udnævnt til advokat ved højesteret; han forblev dog i Anchersens hus til sommeren 1770, efter at denne var bleven assessor i retten.

## Caroline Mathildes og Struensees forsvarer
Og meget hurtig må Uldall ved sine fremragende evner og sin fortrinlige veltalenhed have skaffet sig et navn som advokat; thi efter hofrevolutionen 1772 begærede dronning Caroline Mathilde ham til sin forsvarer, ligesom det snart efter blev ham befalet at føre Johann Friedrich Struensees Sag for kommissionen. Fra begge disse vanskelige sager skilte han sig med stor takt og dygtighed, som kongen anerkendte ved at lade overrække ham en kostbar dåse. For Struensee havde Uldall personlig kun ringe sympati, om han end med sin liberale tænkemåde anerkendte de gode sider ved hans styrelse.
Efter at være bleven justitsråd 1776 udnævntes Uldall 1783 til generalfiskal og desuden 1788 til viceborgmester i København. Da han, som han selv siger, havde fået "et anstændigt Levebrød, og man var sikker for de Bouleversements, Struensees Forandresyge truede med", holdt han 23. september 1772 bryllup med sin ungdoms elskede Antoinette Hansen (født 2. oktober 1741 død 4. juni 1804), datter af generalkrigskommissær Stephen Hansen til Frydendal.

## Giftermål og sidste år
Med hende fik han over 20000 rigsdaler, og ved sin virksomhed tjente han meget betydelig, så han 1796 kunne købe godserne Høvdingshus (nu Høvdingsgaard) og Lilliendal med Østergaard, som det var hans tanke at få oprettede til et baroni for en af sine sønner. Men en pludselig død hindrede hans planer; allerede 1788 havde han for sit helbreds skyld brugt badene i Pyrmont; 11. november 1798 gjorde et slagtilfælde ende på hans liv. Hans enke afhændede begge godserne.
Foruden et par juridiske disputatser på Elers’ Kollegium har Uldall kun ladet trykke nogle få indlæg i forskellige sager, deriblandt nogle pjecer angående det asiatiske Kompagnis forhold, bl.a. betræffende den store bedragerisag i Kompagniet 1783, i hvilken Uldall var aktionærernes talsmand. Han var en i høj grad litterært interesseret mand, der med megen bogkendskab samlede et særdeles smukt bibliotek, væsentlig af juridisk og nordisk historisk indhold, hvilket solgtes ved auktion 1803; derimod blev hans værdifulde håndskriftssamling af en af hans sønner skænket til Det Kongelige Bibliotek. Fra 1781 var han medlem af det kongelige danske Selskab for Fædrelandets Historie.